# Pablo hurrikán (2019)
A Pablo hurrikán a valaha volt legészakkeletebben hurrikánná erősödött trópusi ciklon volt az Atlanti-óceánon 2019 októberében. Pablo a 18.3°W hosszúságon érte el a hurrikán státuszt, ezzel megtörve a 2005-ös Vince rekordját, amely a 18.9°W hosszúságon érte el a hurrikán erősséget. Pablo hurrikánná fejlődése a hidegebb vízhőmérséklet miatt is meglepőbb volt, mint a Vinceé. Pablo eme aktív szezon tizennyolcadik rendszere, tizenhatodik nevet kapott vihara, és a hatodik hurrikánja volt.

## Meteorológiai lefolyás
Október 25-én délelőtt az Azori-szigetektől délnyugatra az NHC egy konvektív zivatargócot figyelt meg egy kis extratrópusi ciklonon belül. A vihar hamar fejlődött, így a Potenciális 18-as számú trópusi ciklon névvel illették, 1 órával később pedig a 18-as számú trópusi depresszióvá minősítették. Pablo kis mérete lehetővé tette, hogy a mély konvekció beinduljon a központjában, így könnyen fejlődni tudott. Egyre inkább trópusi jellemzői voltak a ciklonnak, és aznap délután elérte a benne lévő átlagszélsebesség a 65 km/h-t, ezzel trópusi viharrá fejlődve. Az így keletkezett trópusi vihar a "Pablo" nevet kapta. Ez már a tizenhatodik névvel ellátott vihar lett a szezonban. A viharnak már a jellegzetes szeme is létrejött. Másnap a ciklon tovább erősödött az Azori-szigetek mellett elhaladva, ott kissé melegebb volt a tengervíz. Bár az északkeletre, a hidegebb víz felé haladó vihar mégis szép lassan fejlődött, mígnem átlagszelei elérték a 100 km/h-t. Az előrejelzések szerint Pablo csak trópusi vihar lesz, nem fejlődik tovább, de a hideg víz ellenére a vihar kis szeme körül a felhőtömbök lehűltek, a konvekció felgyorsult, a szélsebesség pedig nőtt, amint a vihar észak-északkeletnek tartott. Október 27-én 15:00 UTC-kor Pablo egyperces állandó átlagszélsebessége hirtelen mégis 120 km/h-ra nőtt, ezzel hurrikánná válva, majd a szélsebesség meghaladta a 130 km/h-t, sőt, majdnem el is érte a 135-öt, miközben a maximum széllökések 195 km/h körül voltak Pabloban. Ezzel nem számolt senki, bár Pablo csak 10-12 óráig tudta a hurrikán státuszt megtartani. A víz egyre hidegebb volt, miközben mozgása lelassult és északnak haladt, végül extratrópusi ciklonná gyengülve északnyugatnak fordult, es fel is oszlott október 28-án.

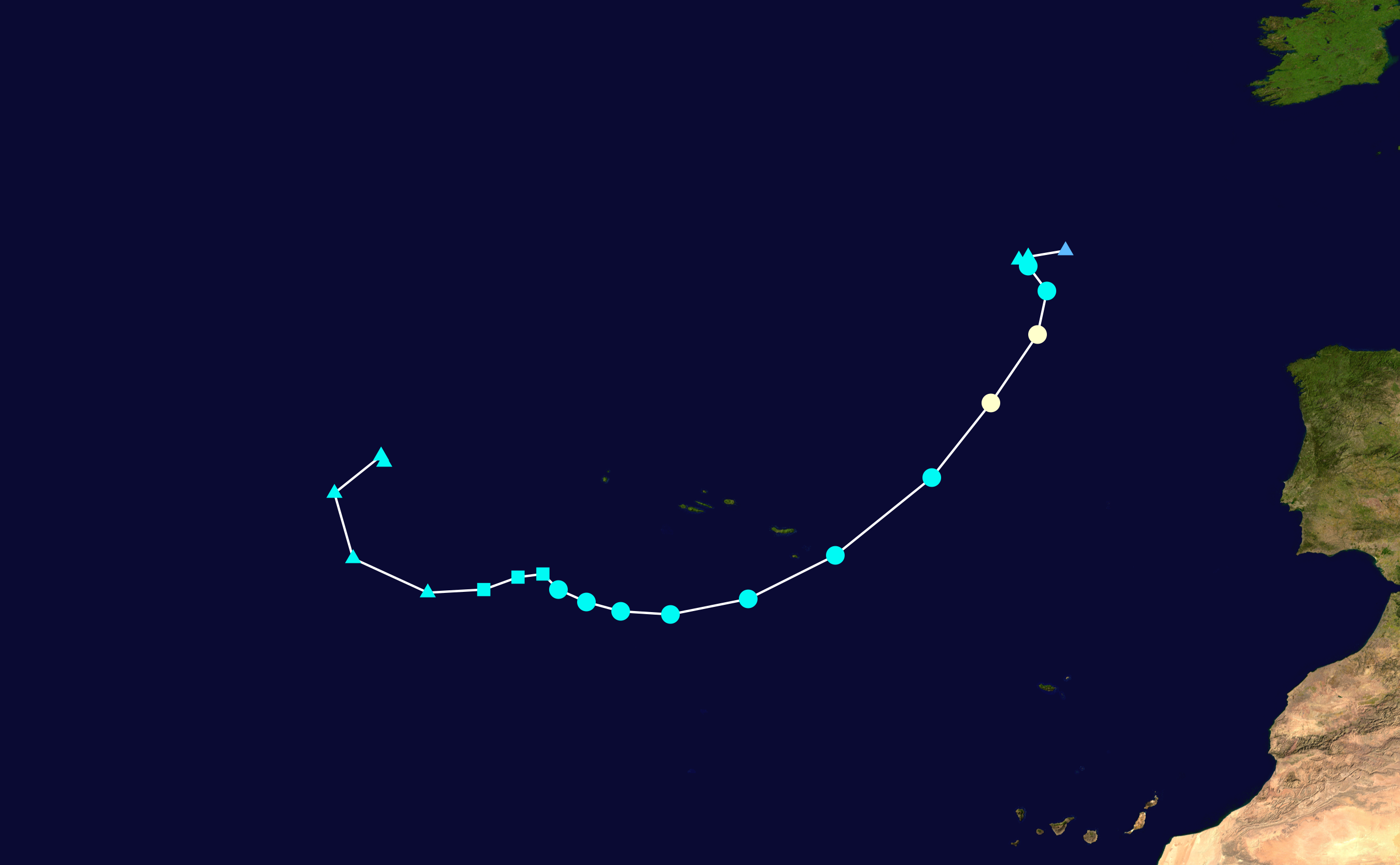
Pablo útja

## Áldozatok és károk
A Pablo miatt kialakult zivatarok következtében az Azori-szigetek egyes szigeteinek partjai mentén nagyon minimális viharkárok keletkeztek. Senki sem sérült meg, illetve halt meg.

## Fordítás
Ez a szócikk részben vagy egészben  a(z)   2019 Atlantic hurricane season című angol Wikipédia-szócikk fordításán alapul.  Az eredeti cikk szerkesztőit annak laptörténete sorolja fel. Ez a jelzés csupán a megfogalmazás eredetét és a szerzői jogokat jelzi, nem szolgál a cikkben szereplő információk forrásmegjelöléseként.